# Sennecé-lès-Mâcon
Sennecé-lès-Mâcon est une commune associée de Mâcon. La fusion-association date du 1er janvier 1972. Elle forme avec Saint-Jean-le-Priche (commune associée de Mâcon), une enclave nord de la commune de Mâcon.

## Géographie

### Localisation

Localisation de Sennecé dans Mâcon.

La commune associée est située à 6 kilomètres au nord du centre de Mâcon. De plus, elle est une enclave puisqu'elle n'est pas frontalière à la commune, elle est séparée de celle-ci par la commune de Sancé, tout comme une autre commune associée de Mâcon : Saint-Jean-le-Priche.

### Points extrêmes
- Nord : Chagniaut, 46° 22′ 47″ N, 4° 49′ 47″ E
- Est : Le Grand Pré, 46° 21′ 40″ N, 4° 51′ 17″ E
- Sud : La Sénétrière, 46° 20′ 38″ N, 4° 49′ 17″ E
- Ouest : Bois de la Sénétrière, 46° 21′ 16″ N, 4° 48′ 16″ E

### Hydrographie
À l'est, la Saône marque la frontière avec la commune de Vésines et avec le département de l'Ain.
Au sud, on trouve le ruisseau Bonnetin qui se jette dans la Saône.

### Climatologie
Climat tempéré à légère tendance continentale. Voici les valeurs climatiques de 1961 à 1990 :
| Mois                              | jan. | fév. | mars | avril | mai  | juin | jui. | août | sep. | oct. | nov. | déc. | année |
| --------------------------------- | ---- | ---- | ---- | ----- | ---- | ---- | ---- | ---- | ---- | ---- | ---- | ---- | ----- |
| Température minimale moyenne (°C) | −0,6 | 0,7  | 2,5  | 5,2   | 8,9  | 12,3 | 12,4 | 13,9 | 11,1 | 7,5  | 2,9  | 0,1  | 6,6   |
| Température moyenne (°C)          | 2,1  | 4    | 6,8  | 10    | 13,9 | 17,5 | 20,1 | 19,4 | 16,4 | 11,7 | 6    | 2,7  | 10,9  |
| Température maximale moyenne (°C) | 4,9  | 7,3  | 11,1 | 14,8  | 18,9 | 22,8 | 25,7 | 24,9 | 21,7 | 15,9 | 9,1  | 5,3  | 15,2  |
| Précipitations (mm)               | 66,3 | 60,9 | 58,7 | 69,4  | 85,9 | 74,7 | 58,1 | 77,1 | 75,7 | 71,7 | 72,7 | 70,4 | 841,4 |

### Voies de communication et transports

#### Routes
Entre les habitations et les bois communaux, on trouve l'autoroute A6 qui assure la liaison entre Paris et Lyon. La voie continue dans le sud de la France par l'intermédiaire de l'autoroute A7. Les automobilistes rejoignent la voie en prenant la gare de péage de Mâcon Nord vers le lieu-dit La Martine. 
Dans le sud du territoire, l'autoroute A40 termine sa route en étant reliée à l'A6.
La route départementale D906 qui était la route nationale 6 avant son déclassement, traverse la commune à l'est en longeant la Saône. Pour que les automobilistes de cette voie intègrent l'autoroute A6, la route départementale D672 relie la route à la gare de péage en traversant le parc d'activités de Mâcon Nord.
La route départementale D103 est la voie routière qui traverse le bourg, elle commence au sud près du pont de Marbé à Mâcon, traverse Sancé avant d'arriver dans le bourg. Elle continue vers Charbonnières, Clessé, Péronne et termine à Lugny.
À l'ouest, la route départementale D205 traverse la zone artisanale de Mâcon Nord. Elle commence au nord du bourg et permet de se diriger vers Saint-Martin-Belle-Roche et Senozan.

#### Voies cyclables
Le long de la Saône, la partie sud de la Voie Bleue relie Mâcon à Tournus, ce qui permet aux cyclistes d'éviter le trafic routier important de la route D906. Les bois communaux sont aussi propices à la promenade à vélo.

#### Voies ferroviaires
La Ligne de Paris-Lyon à Marseille-Saint-Charles ou ligne PLM relie la capitale à Lyon et Marseille, elle se situe entre la route D906 et la Saône. Elle accueille sur ses rails des TGV et les TER Bourgogne, la gare la plus proche est la gare de Mâcon-Ville.

## Toponymie

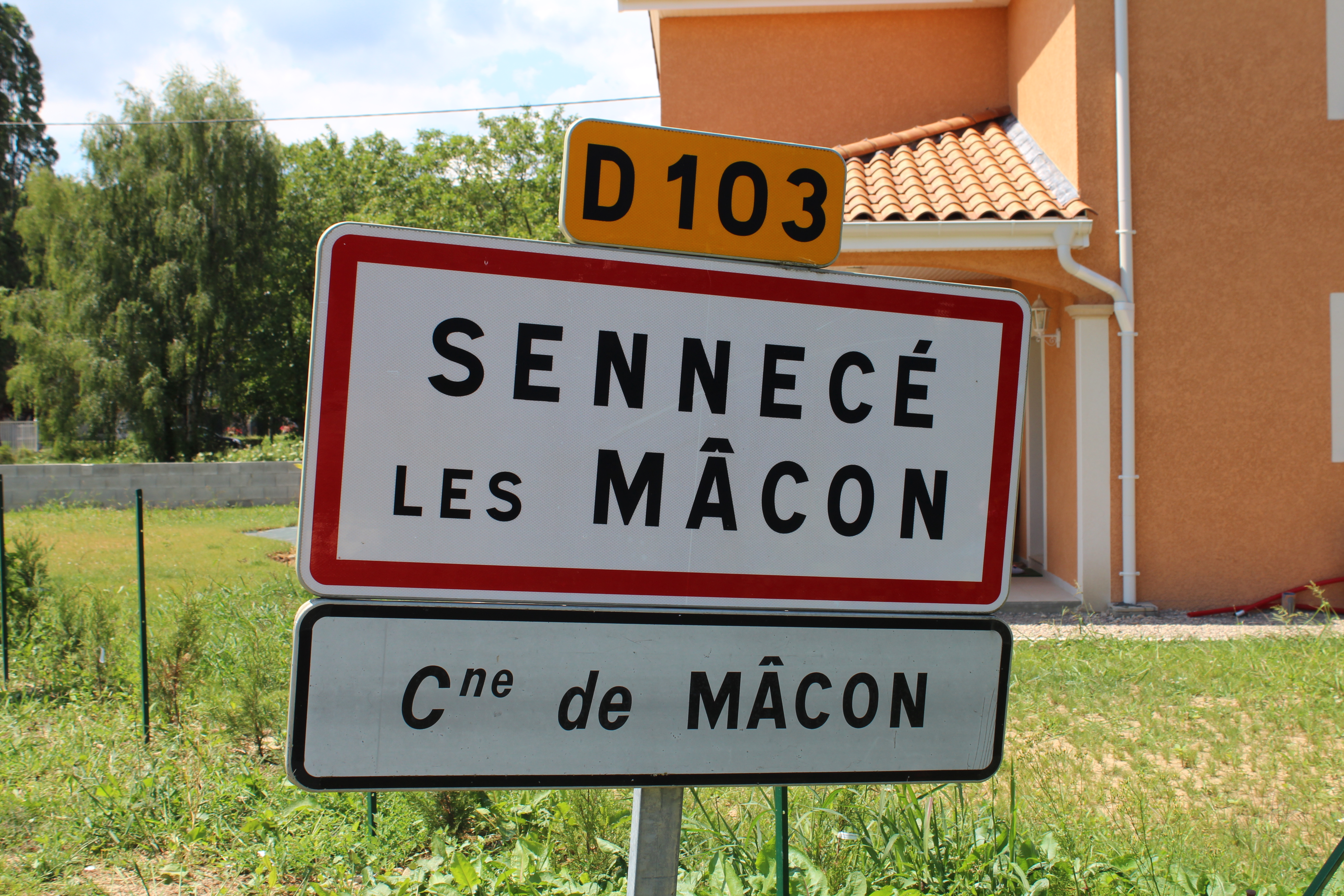
Panneau d'entrée du village.

### Origine du nom
Les premiers écrits connus à notre époque mentionnent le village de Sennecé dès le IXe siècle sous le nom de Villa Senisciacus. Plus tard, on ajouta le complément lès-Mâcon pour marquer la proximité du village avec la ville de Mâcon.

### Anciens noms
La première mention de la commune date de 871 sous le nom de Senisciacus. En 943, Siniaco devient le nom du village. On trouve d'autres références à la commune comme Siniciacense en 947, Sinitiacense en 949 ou Siniacaco en 962.
En 1071, le cartulaire de Saint-Vincent-de-Mâcon évoque Sinisiaco et mentionne Siniciaci durant le même siècle. En 1103, Seneciacum est cité.
Deux siècles plus tard, en 1306, on trouve Seneceyo dans les archives nationales. Durant le XIVe siècle, on trouve aussi Seniciaci dans un pouillé. L'année 1478 est celle où est cité Senecie alors que 1543 est l'année où est mentionné Senecé. 
En 1601, la proximité du village avec Mâcon est mentionnée pour la première fois avec Sennecé près Mascon. En 1628, le cartulaire de Saint-Vincent se réfère encore une fois au village mais sous le nom de Senecey.
La seconde partie du XVIIIe siècle est la période durant laquelle on trouve de nombreux noms différents : Senecé lès Mâcon en 1757, Senecey en 1760, Senecé en 1763, Senecey près Mâcon en 1780, Senecey-lès-Mâcon en 1783 et Senecé en 1790.
Au début du XIXe siècle, en l'an X, le bulletin des lois utilise le nom de Sennecey. En 1837 est cité Sennecé et les cartes de l'État-Major de 1845 inscrivent Senecé-lès-Mâcon.

## Histoire
Des traces humaines retrouvées à La Sénétrière font penser qu'une présence humaine existait sur le territoire il y a 300 000 ans.
Sennecé s'est développé au Xe siècle avec ses seigneurs, le premier fut Hugues de Sennecé.
Le 1er janvier 1972, la commune de Sennecé-lès-Mâcon est rattachée à celle de Mâcon sous le régime de la fusion-association.

## Administration et politique

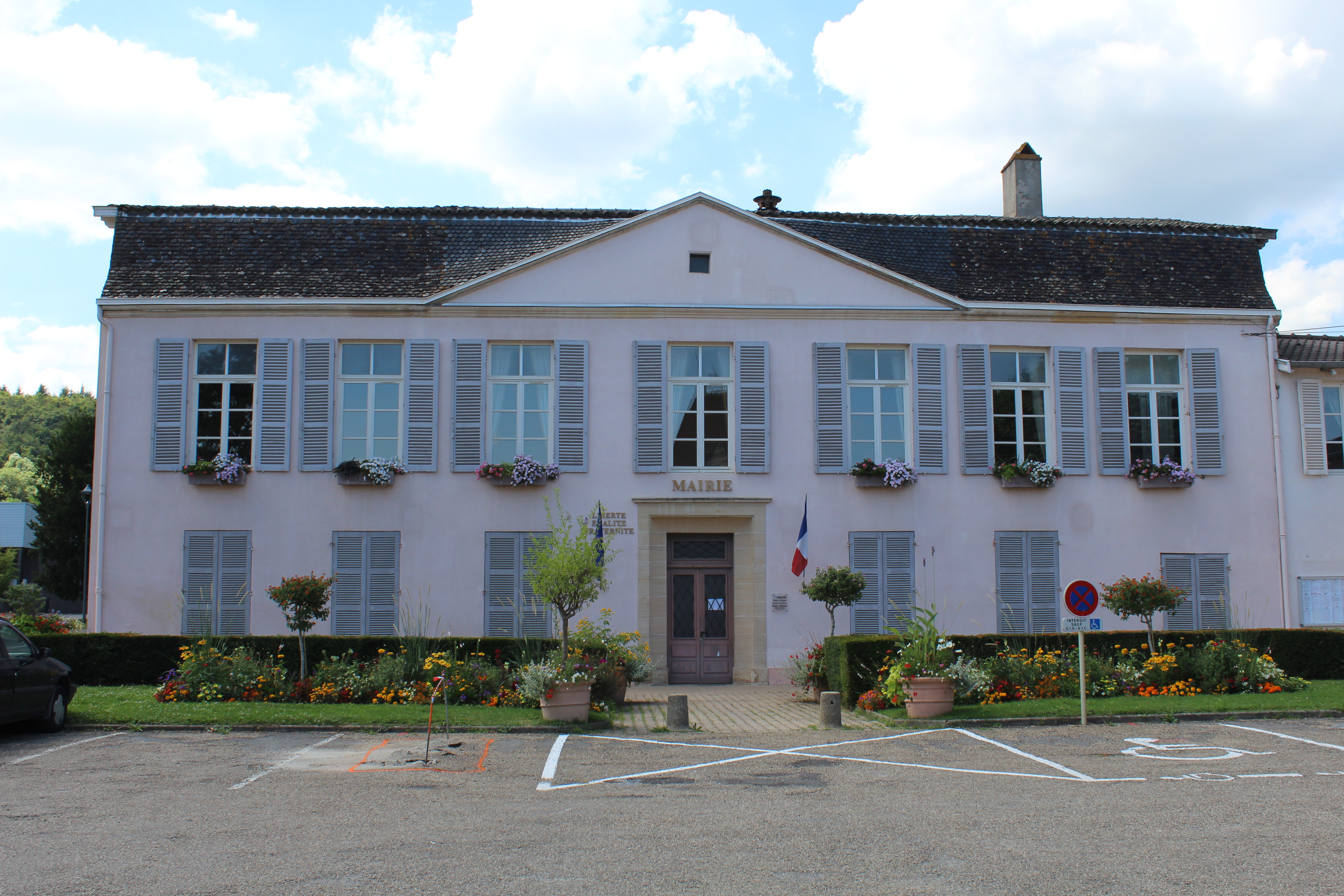
Mairie de Sennecé.

### Administration municipale
Sennecé-lès-Mâcon étant une commune associée dépendant de Mâcon, elle possède une mairie annexe à la ville et est représentée par une commission consultative. Le but de cette commission est de faire remonter les informations importantes du village au conseil municipal et d'être consultée sur toute décision concernant le commune associée. Cette commission est constituée du maire délégué et de douze autres conseillers.

### Liste des maires successifs
| Période | Période  | Identité                | Étiquette | Qualité |
| ------- | -------- | ----------------------- | --------- | ------- |
|         |          |                         |           |         |
| 2014    | En cours | Charles Rebischung-Marc |           |         |

## Population et société

### Démographie
L'évolution du nombre d'habitants est connue à travers les recensements de la population effectués dans la commune depuis 1793. Pour les communes de moins de 10 000 habitants, une enquête de recensement portant sur toute la population est réalisée tous les cinq ans, les populations de référence des années intermédiaires étant quant à elles estimées par interpolation ou extrapolation. Pour la commune, le premier recensement exhaustif entrant dans le cadre du nouveau dispositif a été réalisé en 2004.
En 2017, la commune comptait 1 324 habitants, en évolution de +38,2 % par rapport à 2011 (Saône-et-Loire : −1,06 %, France hors Mayotte : +2,11 %).
| 1793 | 1800 | 1806 | 1821 | 1831 | 1836 | 1841 | 1846 | 1851 |
| ---- | ---- | ---- | ---- | ---- | ---- | ---- | ---- | ---- |
| 380  | 403  | 496  | 456  | 481  | 514  | 521  | 528  | 510  |

| 1856 | 1861 | 1866 | 1872 | 1876 | 1881 | 1886 | 1891 | 1896 |
| ---- | ---- | ---- | ---- | ---- | ---- | ---- | ---- | ---- |
| 532  | 562  | 580  | 571  | 579  | 588  | 588  | 579  | 541  |

| 1901 | 1906 | 1911 | 1921 | 1926 | 1931 | 1936 | 1946 | 1954 |
| ---- | ---- | ---- | ---- | ---- | ---- | ---- | ---- | ---- |
| 498  | 479  | 450  | 281  | 368  | 352  | 370  | 410  | 460  |

| 1962 | 1968 | 2006 | 2009 | 2014  | 2017  | - | - | - |
| ---- | ---- | ---- | ---- | ----- | ----- | - | - | - |
| 457  | 450  | 838  | 953  | 1 206 | 1 324 | - | - | - |

### Enseignement

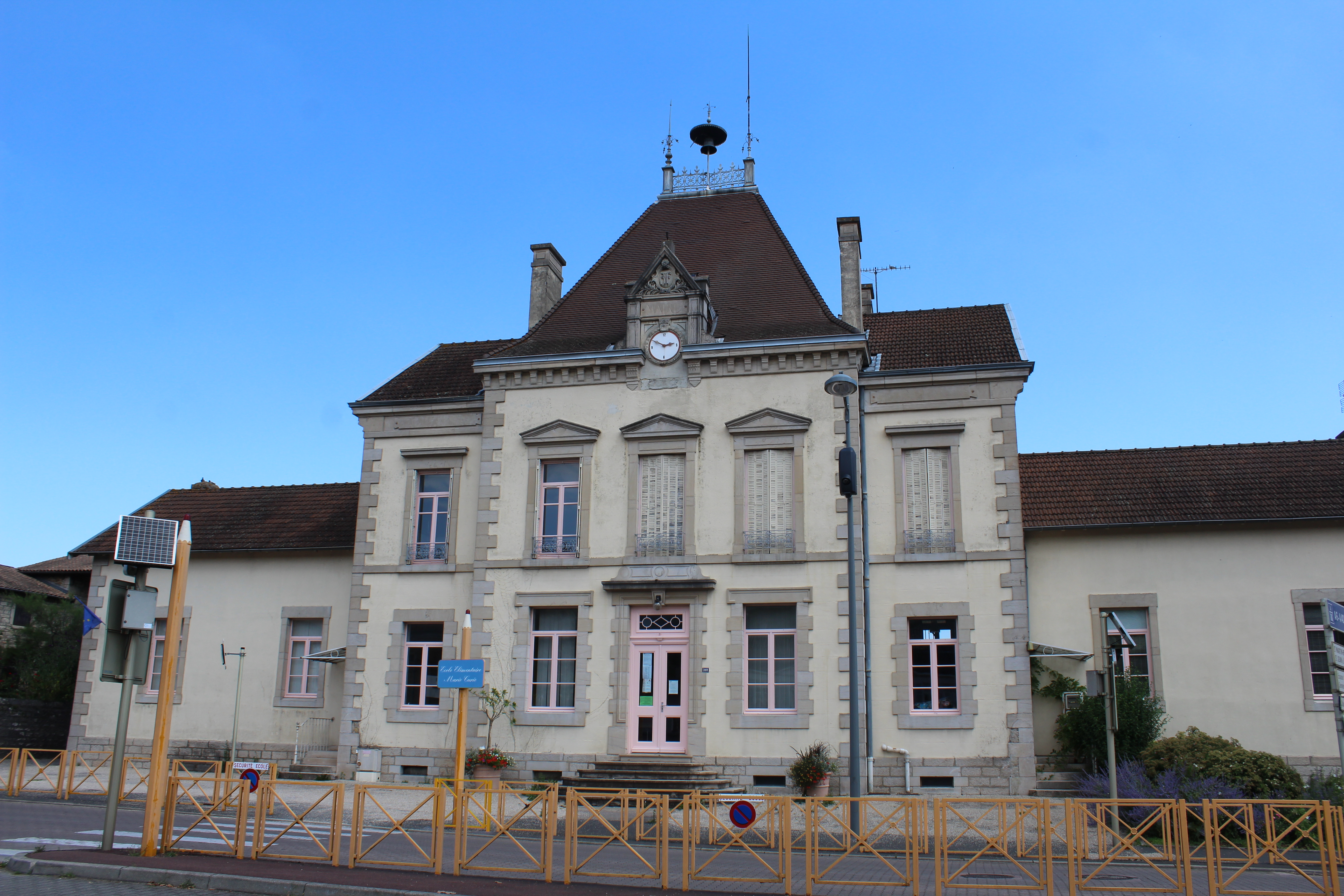
École Marie Curie, ancienne mairie.

Il existe deux écoles dans la commune associée. La première est l'école maternelle qui comporte quatre classes. La seconde est l'école élémentaire Marie Curie, elle réunit les élèves du CP, CE1 et CE2 et sont répartis en trois classes. Elles font partie d'un RPI qui les réunit avec l'école élémentaire Louise Michel à Saint-Jean-le-Priche qui est composée d'une seule classe de CM1 et l'école de Charbonnières qui comporte la seule classe de CM2.
Les élèves de Sennecé et de Saint-Jean qui entrent au collège intègrent le collège Robert Schuman à Mâcon puis entrent au lycée René Cassin située dans la même ville. Au contraire, ceux de Charbonnières intègrent le collège Victor Hugo de Lugny. Ils ont le choix d'intégrer ensuite le lycée Lamartine de Mâcon ou le lycée La Prat's de Cluny.

### Médias
- Le journal Le Journal de Saône-et-Loire propose une édition locale aux communes des environs de Mâcon. Il paraît du lundi au dimanche et traite des faits divers, des évènements sportifs et culturels au niveau local, national, et international.
- La chaîne France 3 Bourgogne est disponible dans la région.
- Les radios locales Aléo et Club Altitude RCF.
- La station Radio Scoop a une antenne à Bourg-en-Bresse qui diffuse dans l'Ain et aussi dans le Mâconnais.
- France Bleu Bourgogne diffuse dans toute la région bourguignonne ainsi que dans les zones frontalières à la région.

### Sécurité
Tout comme les autres communes associées − Loché et Saint-Jean-le-Priche − Sennecé-les-Mâcon a pris part au dispositif « participation citoyenne », dérivé des « voisins vigilants ». Ce dispositif encourage les dénonciations des riverains auprès des forces de l'ordre.

## Économie

### Entreprises et commerces

#### Agriculture

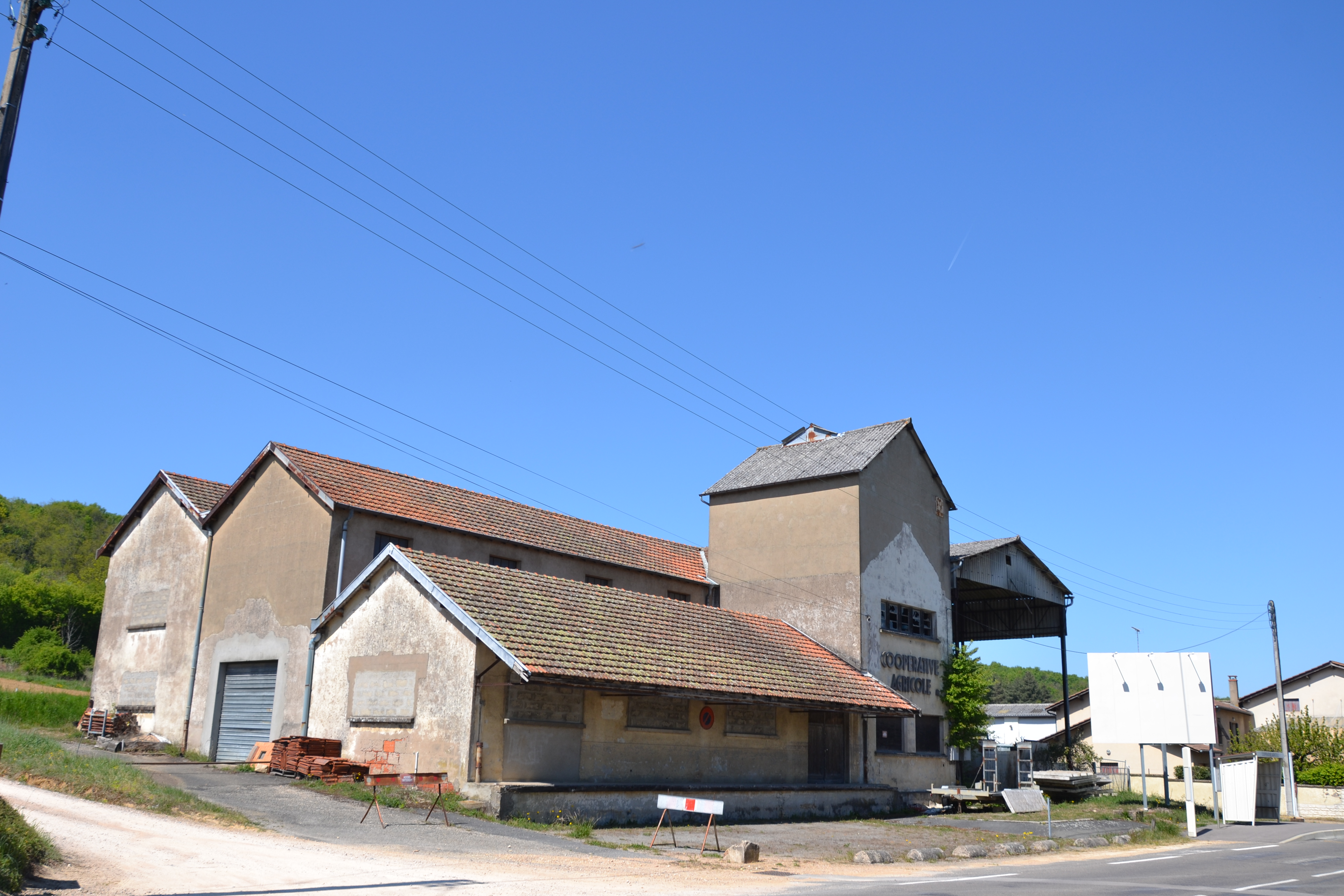
Coopérative agricole.

Le section agricole a fait partie intégrante de la vie économique de la commune associé. La coopérative agricole est fermée, de nos jours, mais le bâtiment est encore visible, sur la route de Sancé. 
En revanche, la coopérative viticole qui avait été fondée en 1929, désormais annexe de la cave coopérative de Viré (à la suite de la fusion intervenue en 1994, l'apport de la coopérative de Sennecé représentant alors 52 hectares plantés à 95 % en Mâcon blanc), est toujours active, et propose sa production au public, dans son magasin « Le Chai » (magasin inauguré en tant que « Viré à Mâcon » en octobre 1996).

## Culture et patrimoine

### Lieux et monuments
- L'église Saint-Didier date du XVIIe siècle.
- Trois lavoirs sont sur le territoire : le lavoir de la Fontaine Moreau construit en 1829, le lavoir de Petouzan et le lavoir le long de la rue Vrémontoise.
- En face de l'église se trouve une tour qui est le vestige d'un château médiéval érigé à Sennecé auparavant. Elle est célèbre pour la légende de Charles Dorel, paysan retenu mystérieusement prisonnier par le marquis de Gorze en 1788.
- Près de la mairie se trouve le monument en l'honneur des soldats de Sennecé tués au combat.
- Les chais, ancienne cave coopérative qui réunissait une cinquantaine de viticulteurs jusqu'en 1970. Aujourd'hui, le bâtiment est un lieu de vente géré par la cave de Viré (la coopérative vinicole de Sennecé-lès-Mâcon ayant fusionné avec celle, voisine, de Viré en 1995, au terme d'un processus d'absorption).
- L'ancien couvent de Sainte-Marthe, qui est aujourd'hui une maison de retraite.
- À l'ouest de la commune, on trouve la forêt communale.

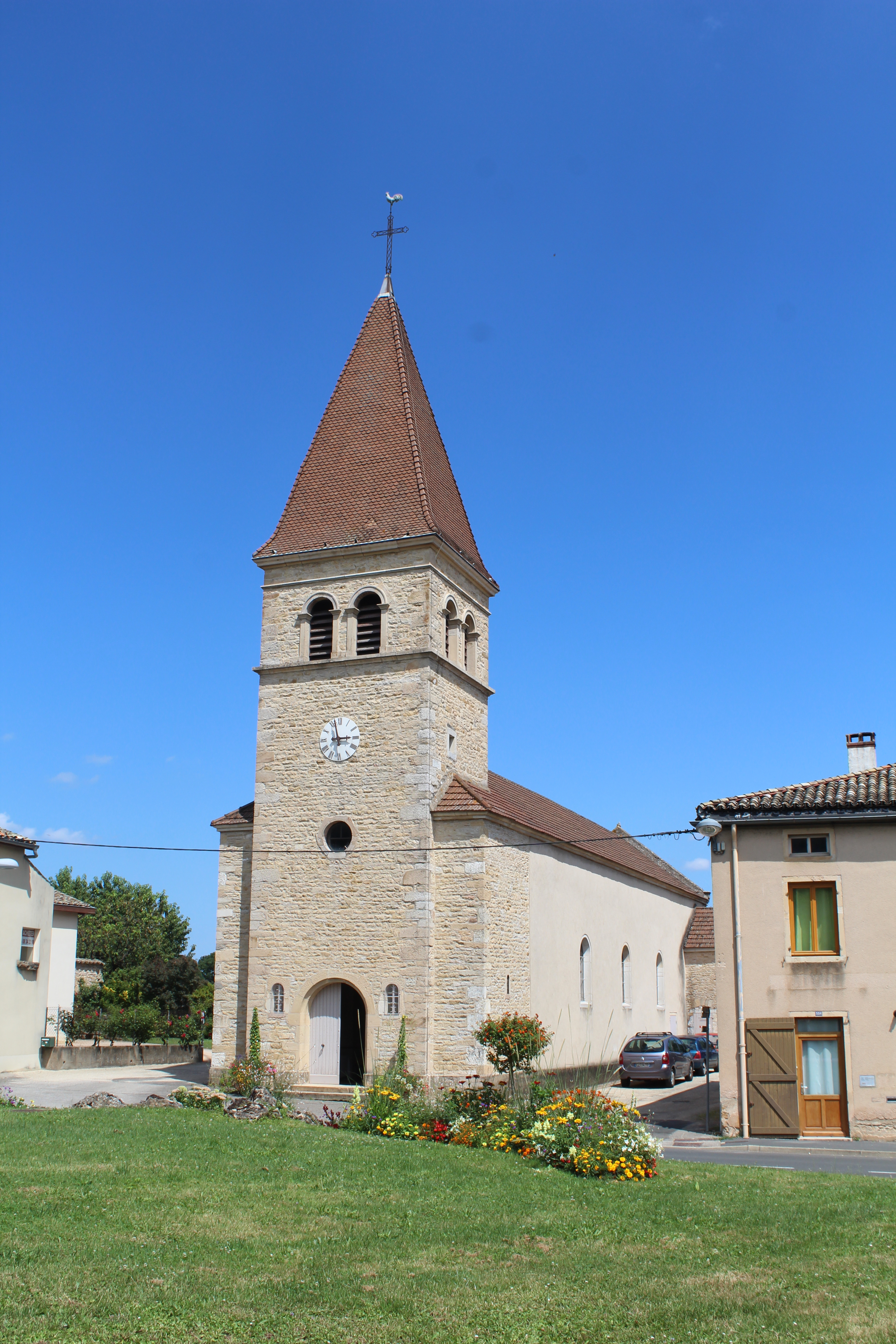
Église Saint-Didier.
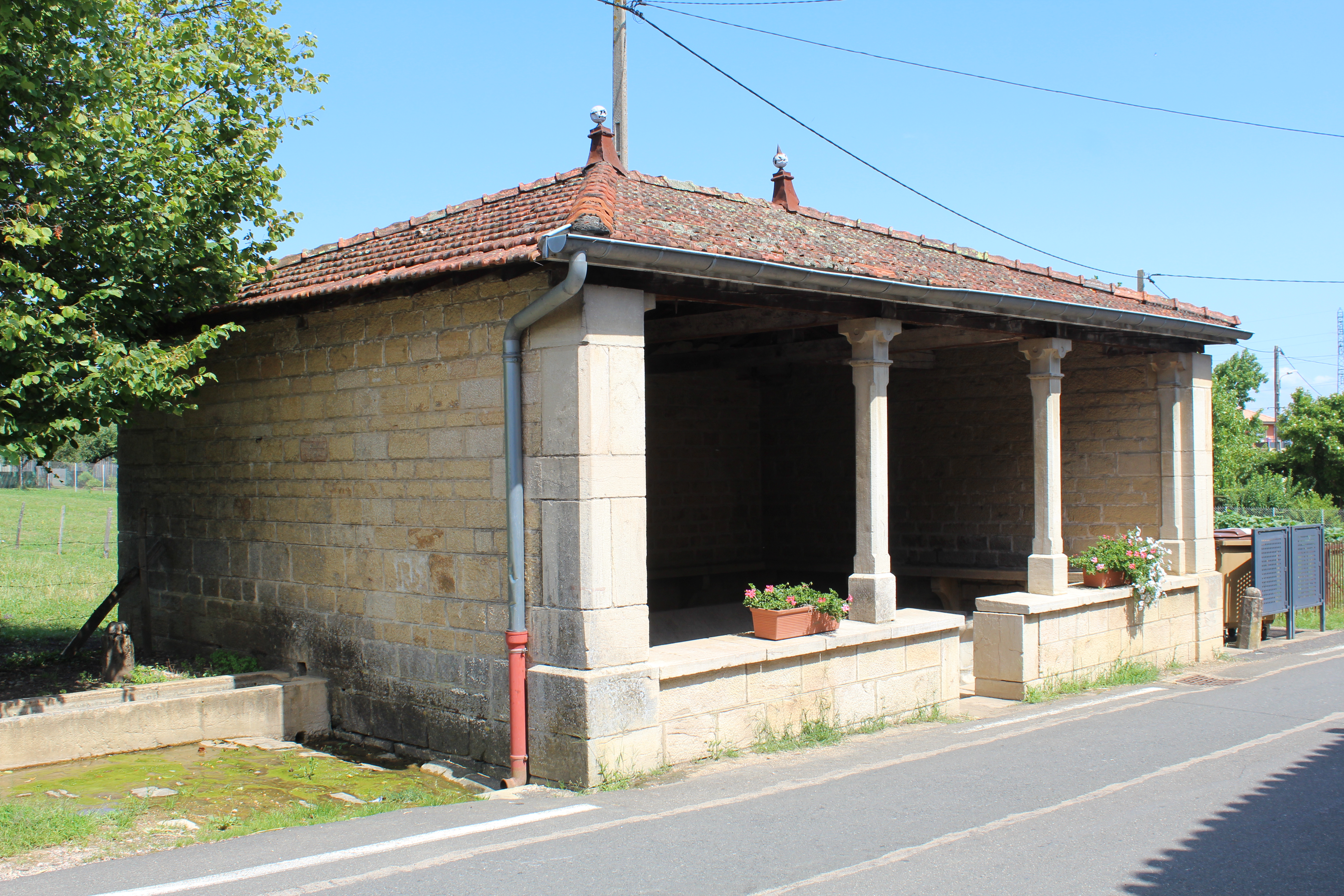
Lavoir de la Fontaine Moreau.
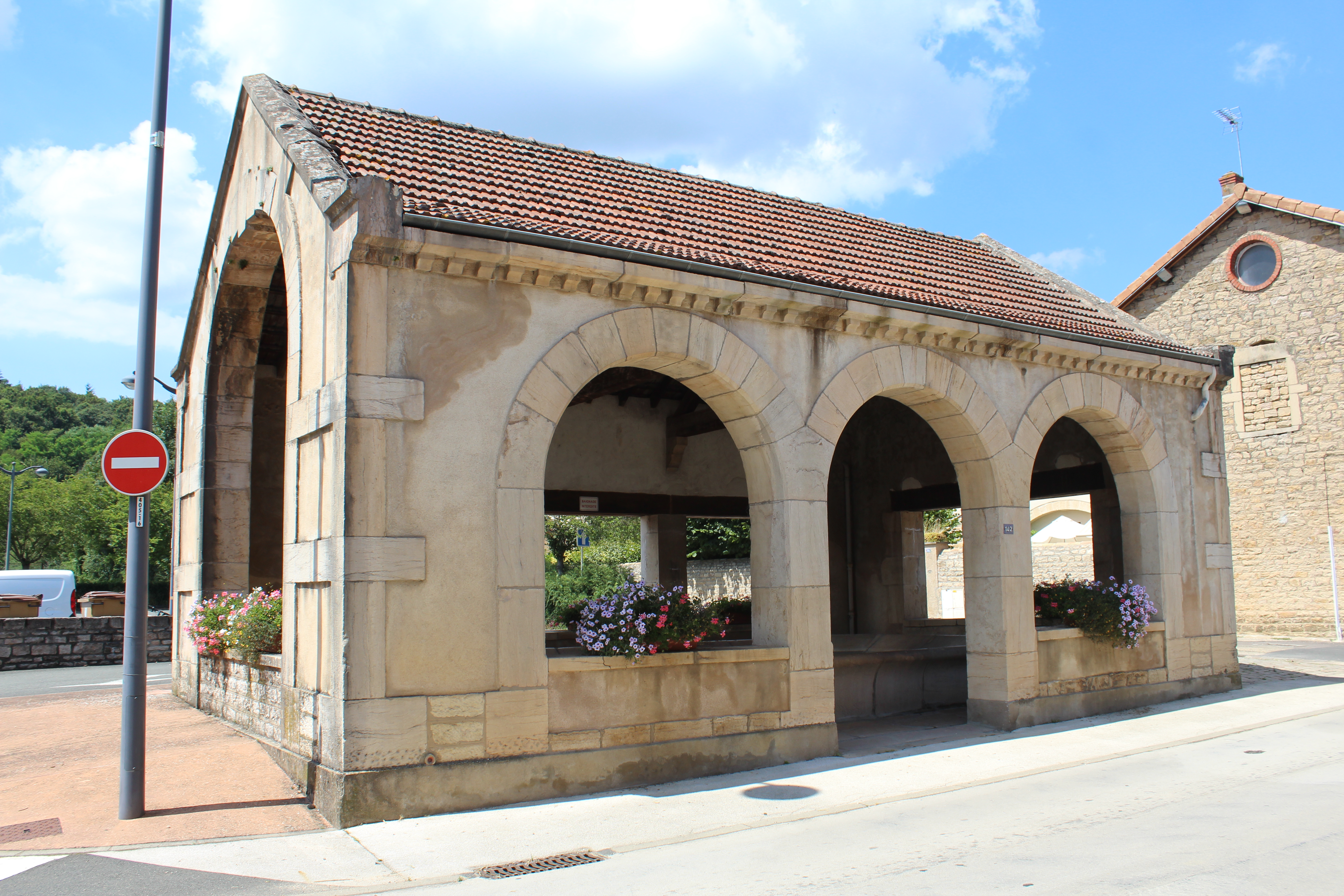
Lavoir de la rue Vrémontoise.
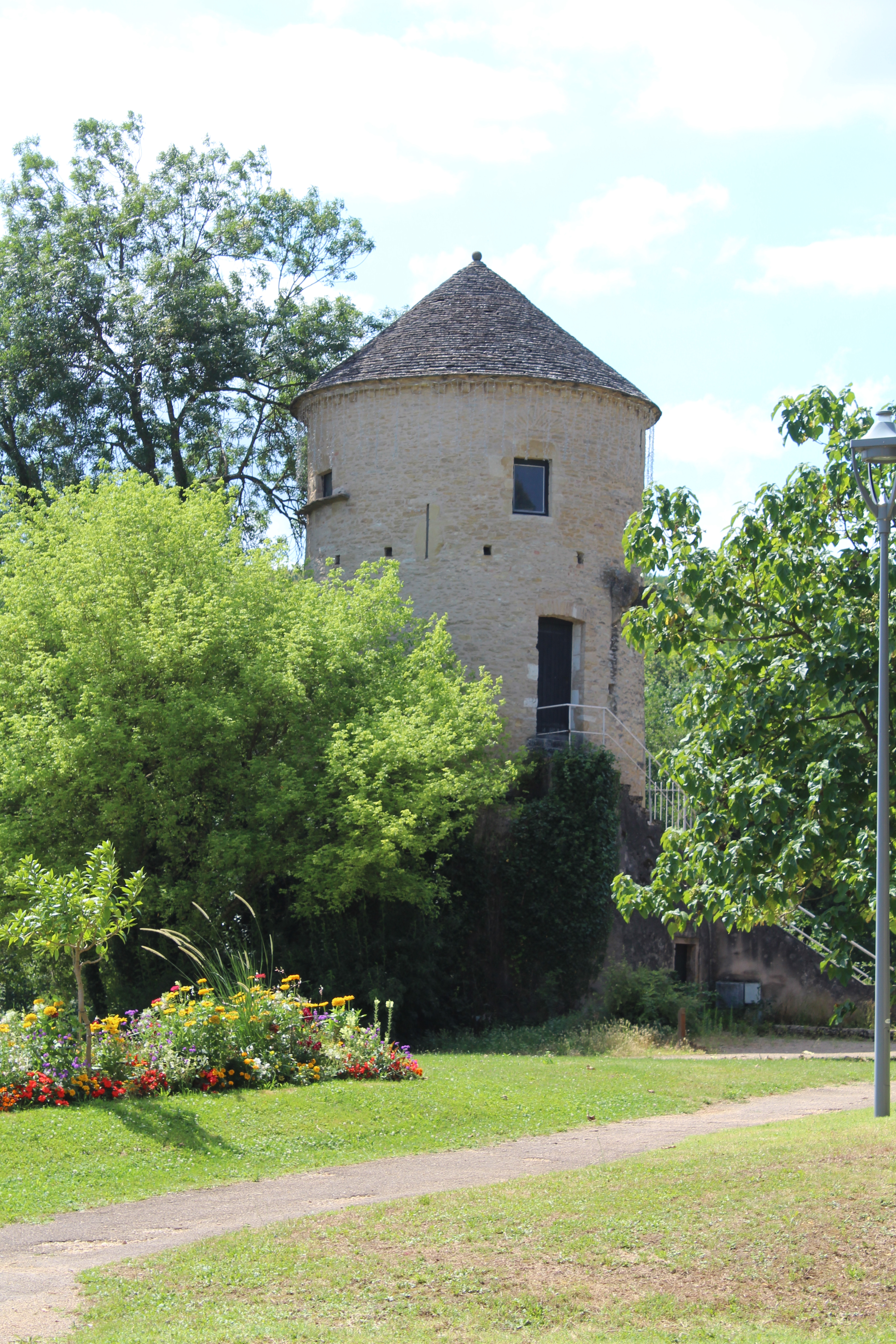
La Tour.
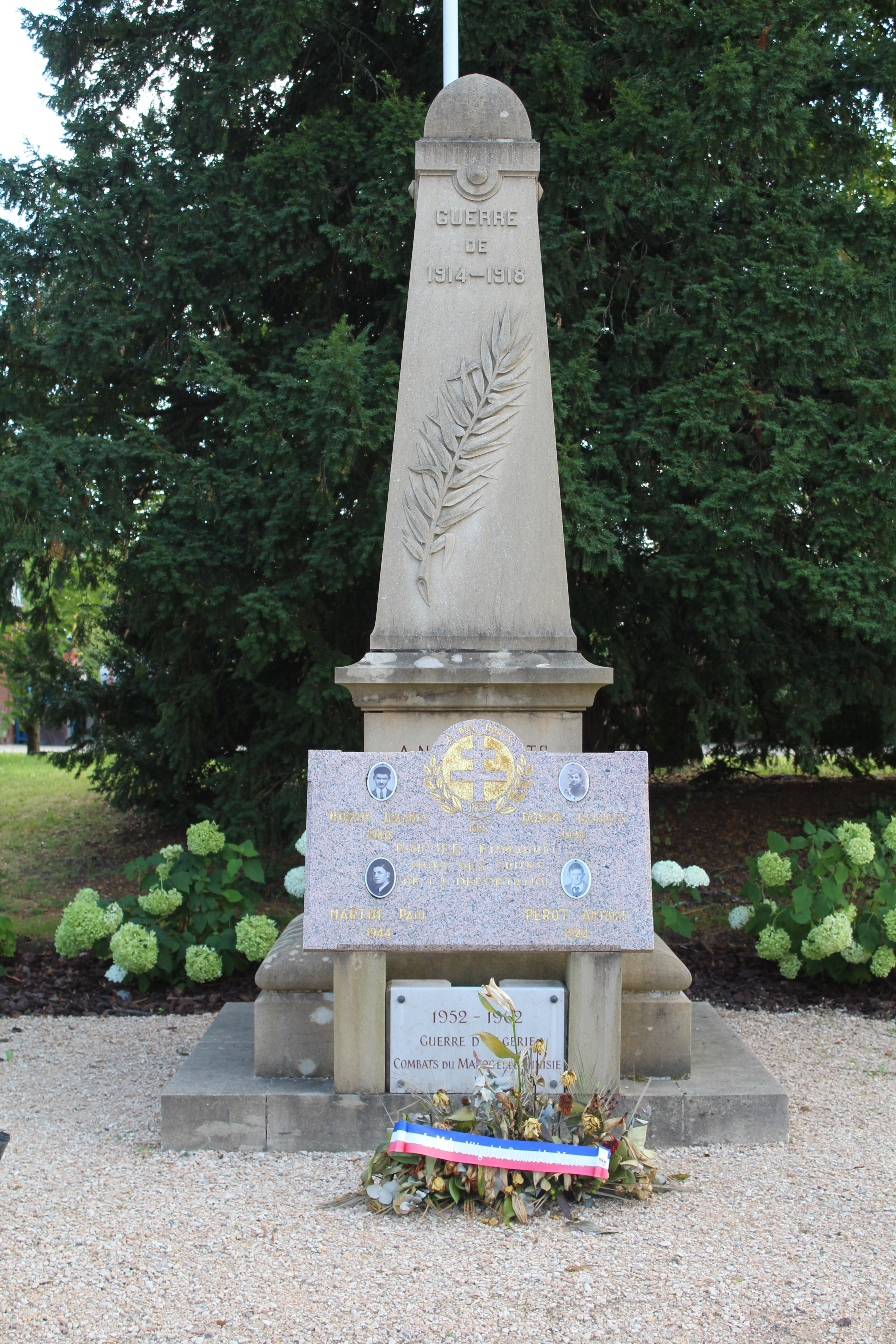
Monument aux morts.
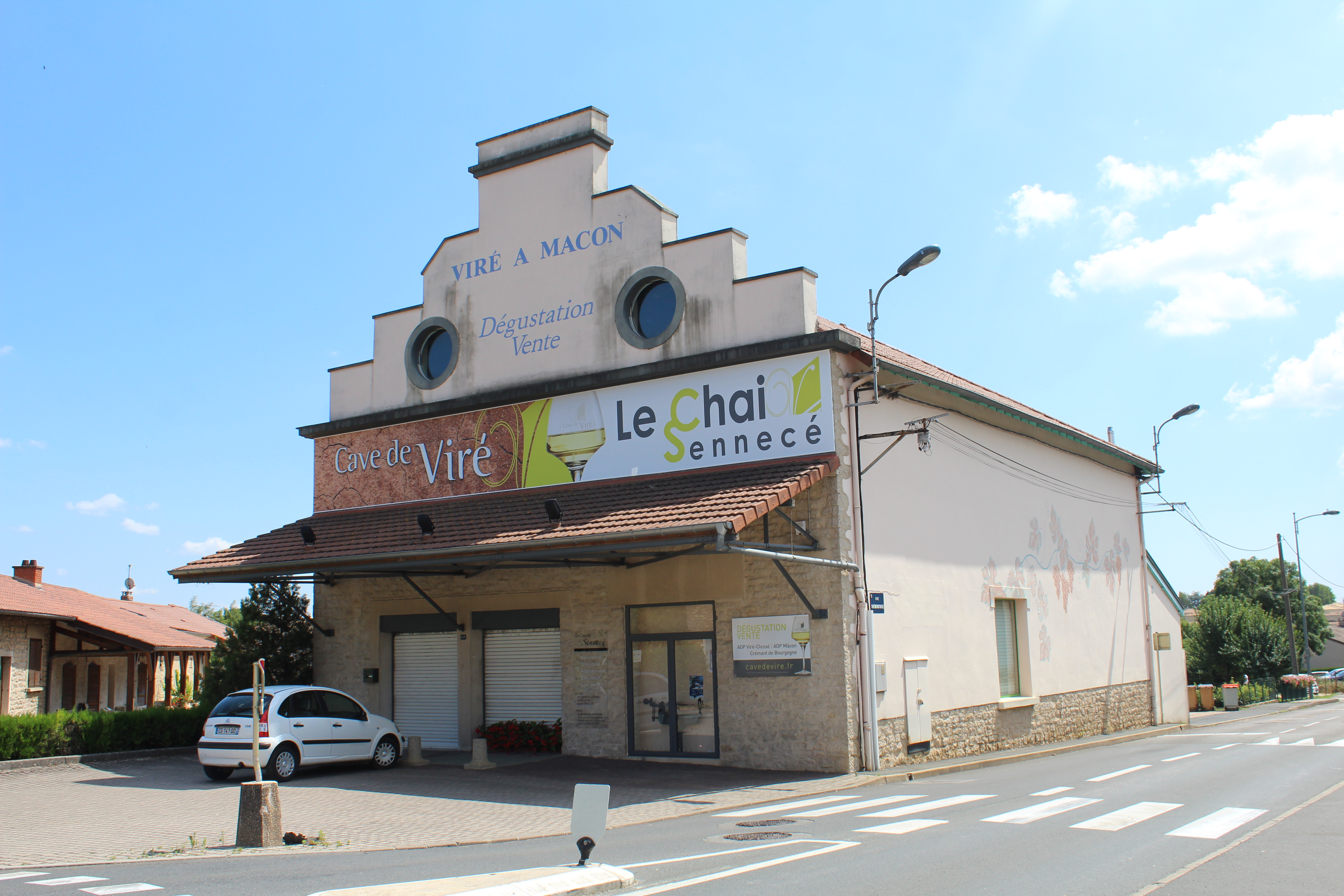
Ancienne cave coopérative.

### Personnalités liées à la commune
- Robert de Roux (1899-1942), Compagnon de la Libération.